# Häftlingskleidung
Häftlingskleidung, auch Strafgefangenenkleidung, ist eine Kleidung, die von Häftlingen in Strafvollzugsanstalten getragen wird. Sie dient besonders zur Unterscheidung von Nicht-Gefangenen und dem Schutz der Beamten und anderer Häftlinge.

## Beschreibung

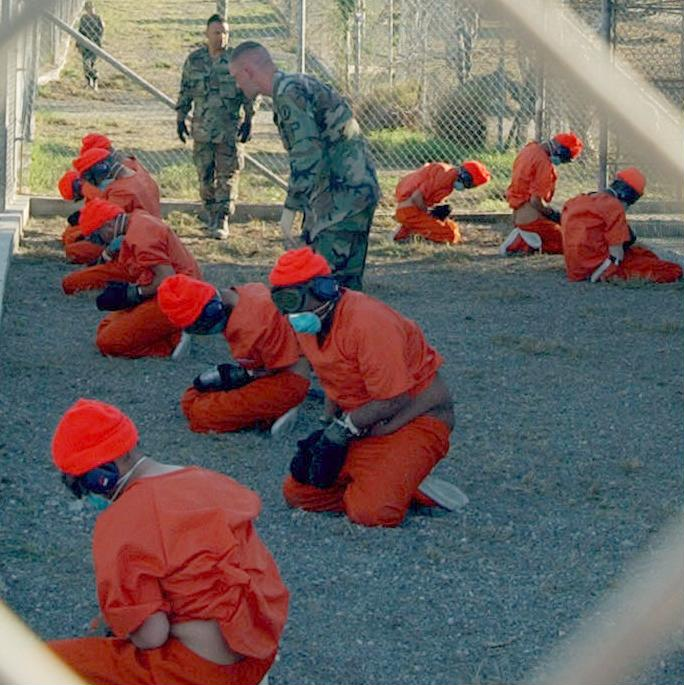
Gefangene bei ihrer Ankunft im Gefangenenlager der Guantanamo Bay Naval Base (Januar 2002)

Die Art der Häftlingskleidung variiert je nach Land und Strafvollzugsanstalt. In einigen Ländern tragen Gefangene orangefarbene oder gelbe Overalls, während in anderen Ländern ein einfaches weißes oder blaues Hemd und Hose getragen wird. In einigen Fällen gibt es auch unterschiedliche Farben für verschiedene Sicherheitsstufen der Gefangenen.
Die Verwendung von Häftlingskleidung geht auf die frühen Tage des Strafvollzugs zurück, als Gefangene oft in Ketten gehalten wurden und leicht von der Bevölkerung zu unterscheiden waren. Im Laufe der Zeit hat sich die Verwendung von Häftlingskleidung jedoch weiterentwickelt, um sowohl die Sicherheit als auch die Resozialisierung der Gefangenen zu fördern.
Einige Kritiker argumentieren, dass die Verwendung von Häftlingskleidung menschenunwürdig sei und die Würde der Gefangenen beeinträchtige. Andere halten dagegen, dass es notwendig sei, Gefangene von der Bevölkerung zu unterscheiden, um sowohl die Sicherheit der Gefangenen als auch die Sicherheit der Öffentlichkeit zu gewährleisten.

### Deutschland
Während der Zeit des Nationalsozialismus mussten die in den Konzentrationslagern internierten Personen häufig KZ-Häftlingskleidung tragen.
Nach § 20 des bundesdeutschen Strafvollzugsgesetzes tragen Gefangene grundsätzlich die von der Anstalt zur Verfügung gestellte Anstaltskleidung, nicht jedoch Untersuchungshäftlinge. Die grundsätzliche Verpflichtung zum Tragen von Anstaltskleidung bezieht sich in erster Linie auf die Arbeitsbekleidung. Für die Freizeit erhalten die Gefangenen eine besondere Oberbekleidung. Der Anstaltsleiter kann dem Gefangenen insbesondere gestatten, bei einer Ausführung eigene Kleidung zu tragen, wenn zu erwarten ist, dass er nicht entweichen wird. Er kann dies auch sonst gestatten, sofern der Gefangene für Reinigung, Instandsetzung und regelmäßigen Wechsel auf eigene Kosten sorgt. Die Anstaltskleidung für die Freizeit entspricht der auch in Freiheit üblichen Bekleidung, damit ein Gefangener beispielsweise während des Langzeitausgangs als solcher von der Öffentlichkeit nicht erkannt werden kann. Die Vollzugsbehörde ist verpflichtet, dem Antragsteller auf dessen Verlangen Unterwäschegarnituren und Socken in einem Maße bereitzustellen, welches einen täglichen Wechsel erlaubt.
Die Anstaltskleidung ähnelt in der Regel der Kleidung, die bei handwerklichen Tätigkeiten getragen wird und ist nicht unbedingt als Häftlingskleidung zu erkennen. 
In der DDR hatten die Strafgefangenen auch während der arbeitsfreien Zeit Anstaltskleidung zu tragen, die auch für Außenstehende als solche erkennbar war, da sie auf der Rückseite deutlich mit gelben Streifen gekennzeichnet wurde.